# Potameia capuronii
Potameia capuronii är en lagerväxtart som beskrevs av André Joseph Guillaume Henri Kostermans. Potameia capuronii ingår i släktet Potameia och familjen lagerväxter. Inga underarter finns listade i Catalogue of Life.